# Orthopsyche ayapona
Orthopsyche ayapona là một loài Trichoptera trong họ Hydropsychidae. Chúng phân bố ở miền Australasia.